# Ma Jun
Pour les articles homonymes, voir Ma Jun (environnementaliste).
Dans ce nom, le nom de famille, Ma, précède le nom personnel Jun.
Ma Jun (fl. 220–265), prénom social Deheng (徳衡), était un ingénieur mécanique et fonctionnaire du gouvernement chinois durant la période des Trois Royaumes de Chine. Son invention la plus notable est le chariot pointant le sud, un véhicule faisant office de boussole sans fonction magnétique, qui fonctionne en utilisant un mécanisme de différentiel (qui permet d'appliquer un couple égal à des roues tournant à des vitesses différentes). C'est grâce à cet équipement révolutionnaire, entre autres, que Ma Jun est connu comme étant un des plus brillants ingénieurs mécanique et inventeurs jusqu'à nos jours (avec Zhang Heng de la dynastie des Han orientaux). L'équipement est réinventé par d'autres ingénieurs par la suite, dont l'astronome et mathématicien Zu Chongzhi (429-500). Au cours des périodes dynastiques moyenâgeuses suivantes, le chariot pointant le sud de Ma Jun est combiné à un odomètre qui permet la mesure des distances.